# Floriano de Lorch
São Floriano é o santo da Igreja Católica considerado padroeiro dos bombeiros e dos limpadores de chaminés e protetor das pessoas envolvidas em incêndios. Sua festa é comemorada no dia 4 de maio.

## Vida
São Floriano nasceu provavelmente no começo do século III d.C., sob o reino do imperador romano Diocleciano. Consta que ele era um oficial romano em uma das legiões estacionadas na Europa, provavelmente na região da moderna Áustria. Ele era cristão e era administrador militar da província de Nórica. Viveu boa parte da vida na cidade de Mantem, próxima a Kems, na atual Alemanha. Seu oficial superior era Aquilino, comandante da legião romana no vale do rio Danúbio, onde existiam muitos soldados. O mais antigo registro histórico sobre São Floriano foi encontrado num documento de doação de terras que data do século VIII, onde o presbítero Reginolfo oferecia para a Igreja Católica algumas propriedades de terras, entre elas, "as do lugar aonde foi enterrado o precioso mártir Floriano".
A igreja cristã em seus primórdios se espalhou rapidamente pelo Império Romano em especial por suas vias de circulação e também por seus soldados. O fato de ficarem estacionados em regiões distantes de Roma devido às conquistas fazia com que os ensinamentos cristãos chegassem aos confins remotos do império. Muitos mártires cristãos foram do exército romano.
No século III, o imperador Diocleciano, um governante de grande energia, inteligência e habilidade, tornou-se perseguidor dos cristãos. Com o auxílio do genro Galério, ele iniciou prisões, torturas e expediu um decreto que proibia qualquer culto cristão e exigindo que qualquer livro religioso fosse destruído. A perseguição foi estendida também para as legiões, onde os soldados não podiam professar sua fé, sendo obrigados a jurar fidelidade ao imperador e aos seus ídolos sob pena de morte. No entanto, muitos militares foram executados por não terem acatado às ordens de Diocleciano, inclusive Floriano, que, junto com quarenta companheiros, foi sentenciado à morte por Aquilino. Os soldados tinham se apresentado ao comandante para comunicar que eram cristãos e que não poderiam mais servir ao imperador, o que os levou à prisão. Nenhum dos quarenta presos, nem Floriano, renunciou a fé cristã. Por conta disso, todos eles foram sentenciados à morte, com uma pedra amarrada no pescoço e atirados ao rio Enns, tendo sido executados em 4 de maio de 304. Seu corpo acabou sendo resgatados por cristãos mais abaixo no rio.
Sua veneração foi oficialmente introduzida na Igreja pelo Martirológio Romano no século VIII, que manteve esta data para a festa litúrgica. No local da sua sepultura construíram um convento da Ordem dos Beneditinos. Mais tarde, passou para as mãos da Ordem dos Agostinianos, que difundiram a sua memória e a de seus companheiros. Seu culto se popularizou rapidamente na Áustria e na Alemanha, onde os fiéis recorrem a ele pedindo proteção em especial contra as inundações. Por essa sua tradição com a água, ao longo do tempo são Floriano se tornou o protetor contra os incêndios e padroeiro dos bombeiros.
Diz-se que devido aos constantes incêndios que sempre assolaram as modestas construções, Floriano teria criado um pequeno destacamento de legionários para permanentemente lutar contra o fogo. O nome deste grupamento de homens ficou conhecido como combatentes do fogo. Há uma lenda que diz que uma noite um grande incêndio destruía parte da vila que administrava e que ao rogar ajuda a Deus, com um único balde, ele teria acabado com o fogo.
Em 1138, seus restos mortais foram enviados de Roma pelo Papa Lúcio III para o rei Cassimiro da Polônia e para o bispo de Cracóvia, já que São Floriano tinha sido indicado como padroeiro da Polônia e de Linz, no norte de Áustria.[carece de fontes?]